# Munyaroo Conservation Park
Munyaroo Conservation Park är en park i Australien. Den ligger i delstaten South Australia, omkring 210 kilometer nordväst om delstatshuvudstaden Adelaide.
Trakten är glest befolkad. Det finns inga samhällen i närheten.
Omgivningarna runt Munyaroo Conservation Park är i huvudsak ett öppet busklandskap. Genomsnittlig årsnederbörd är 370 millimeter. Den regnigaste månaden är juni, med i genomsnitt 62 mm nederbörd, och den torraste är oktober, med 6 mm nederbörd.